# Cantone di Fontoy
Il Cantone di Fontoy era una divisione amministrativa dell'arrondissement di Thionville-Ovest.
È stato soppresso a seguito della riforma complessiva dei cantoni del 2014, che è entrata in vigore con le elezioni dipartimentali del 2015.
Comprendeva i comuni di:
- Angevillers
- Audun-le-Tiche
- Aumetz
- Boulange
- Fontoy
- Havange
- Lommerange
- Ottange
- Rédange
- Rochonvillers
- Russange
- Tressange